# Sinistra Anticapitalista (Belgio)
Sinistra Anticapitalista (in francese Gauche anticapitaliste - GA), o Movimento per un Progetto Anticapitalista (in olandese Stroming voor een Antikapitalistisch Project - SAP), è un partito politico belga di ispirazione trotskista operativo, con le due rispettive denominazioni, nella comunità francofona e nella comunità fiamminga; costituisce la sezione belga della Quarta Internazionale.
Fondato nel 1971, il partito è stato più volte ridenominato:
- Lega Rivoluzionaria dei Lavoratori (Ligue révolutionnaire des travailleurs - LRT; Revolutionnaire Arbeidersliga - RAL), fino al 1984;
- Partito Operaio Socialista/Partito Socialista dei Lavoratori (Parti ouvrier socialiste - POS; Socialistische Arbeiderspartij - SAP), fino al 2005;
- Lega Comunista Rivoluzionaria (Ligue communiste révolutionnaire - LCR), limitatamente alla frazione francofona, fino al 2017, mentre la sezione fiamminga mantenne il nome Partito Socialista dei Lavoratori.

Nel 2017 ha quindi proceduto con l'ultimo cambio di denominazione.
La formazione propone un'alternativa socialista al sistema capitalista e, per questo, rivendica l'auto-organizzazione della classe operaia e quella dei diversi settori della lotta (giovani, lavoratori, donne, immigrati, etc.).

## Storia

### 1971-1984: dalla Lega dei lavoratori rivoluzionari (LRT), al Partito dei lavoratori socialisti (POS)
La Ligue révolutionnaire des travailleurs (LRT) Revolutionnaire arbeidersliga (RAL) in olandese, è nata a Liegi nel maggio 1971. I suoi fondatori provengono dalla Confédération socialiste des travailleurs (CST), in grado di raccogliere il Parti wallon des travailleurs (PWT) e l'Union de la gauche socialiste (UGS). Dalla sua creazione, la LRT è la sezione belga della Quarta Internazionale.
Negli anni '70 divenne una organizzazione marxista la più attiva in Belgio. La Jeune garde socialiste (JGS) è un'organizzazione giovanile, molto attiva nel Limburgo, con minatori in sciopero. I trotzkisti svolgono anche un ruolo chiave negli altri "scioperi selvaggi", qui si moltiplicano nella più grande delle grandi compagnie del paese. L'obiettivo della LRT è quello di unire studenti e lavoratori in un ampio movimento anticapitalista. È alla base delle principali mobilitazioni di studenti delle scuole superiori degli anni dopo il 68.
Attraverso queste mobilitazioni, la LRT riuscirà a rafforzare la sua struttura interna e a rafforzarsi a livello militante. La sua influenza sulla sinistra radicale belga e il suo movimento solidale sono evidenti. Diversi intellettuali e altre importanti personalità del Belgio fanno veri "compagni di strada" della LRT. Tuttavia, conoscerà diversi problemi della sua storia, con la partenza, nel 1973, dei membri di Bruxelles che faranno parte del gruppo marxista internazionalista (GMI), guidato da Guy Desolre. L'anno seguente, i militanti della sua sezione di Mouscron fondarono a loro volta una nuova organizzazione, Libération populaire. A Bruxelles, il diciottesimo giorno del mese del Maggio 1968, la LRT ha approvato il suo quarto congresso nazionale e la strategia che le ha permesso di condurla alla rivoluzione. La delusione è importante per molti militanti attivisti della generazione 68, tra cui Frank Vandenbroucke, il futuro ministro socialista fiammingo al governo federale e al governo della Regione fiamminga. Diversi attivisti fermano la militanza rivoluzionaria. La LRT ha quindi adottato una "rivoluzione dei lavoratori". Il ritorno alle fabbriche è raccomandato per partecipare a combattimenti sindacali e reclutare lavoratori. Gli stabilimenti della LRT sono impegnati in diverse grandi aziende.
Sul piano elettivo, la LRT negli anni '70, ha partecipato ad alleanze con altre forze politiche, come il Partito Comunista del Belgio (PCB) o il Groupe politique des travailleurs chrétiens (GPTC). Durante le elezioni legislative del 1981, la LRT si presenta nel cartello con Pour socialisme (PLS), un'organizzazione qualificata allora "mao-centrista".
Nel 1984 al suo settimo congresso svoltosi ad Anversa la Ligue révolutionnaire des travailleurs ha cambiato il suo nome diventando Parti ouvrier socialiste (POS) sul lato francese e Socialistische arbeiderspartij (SAP) sul lato olandese.

### 1984-2005: dal Partito Socialista dei Lavoratori alla Lega Comunista Rivoluzionaria (LCR)
Nel 1991 il POS/SAP non è elencato più sotto i suoi stessi colori nelle elezioni, specialmente con altre forze della sinistra (incluso l'attuale Partito Comunista), estremisti di sinistra o ecologisti. Nelle elezioni comunali del 2000, la LCR ha ottenuto diversi consiglieri comunali, tra cui uno ad Anderlues (lista "Sinistra") e due a Herzele. Nell'ottobre 2006, la LCR mantiene tutti i suoi funzionari eletti.
Dal 2005, il POS/SAP ha deciso di cambiare parzialmente il nome: la Lega Comunista Rivoluzionaria ora chiamata sul versante francese del Paese, in riferimento alla sorella francese.

### 2005-2017: da Lega Comunista Rivoluzionaria (LCR) a Sinistra Anticapitalista
Il 9 ottobre 2017, la LCR/SAP ha deciso di cambiare parzialmente il suo nome: verrà chiamata Sinistra Anticapitalista sul lato francofono del paese. Nelle Fiandre, l'organizzazione mantiene il suo acronimo ma ora chiamata Stroming voor een Antikapitalistisch Project.

### Oggi: Sinistra Anticapitalista e Partito Socialista dei Lavoratori (SAP)
Molto più piccolo nell'aspetto che nel passato, la Sinistra Anticapitalista/SAP, tuttavia, conserva alcune differenze.
A differenza dei partiti comunisti che non sono nella maggioranza troskista, la Sinistra Anticapitalista riconosce il diritto alla tendenza. Inoltre incoraggia vivamente i suoi membri a fare campagna in altre organizzazioni: sindacati, associazioni, comitati di unità ... Quindi, la sua elezione è molto piccola, ha una certa influenza sul movimento sociale in Belgio, in particolare sul movimento altermondialista.
La Sinistra Anticapitalista / SAP pubblica mensilmente La Gauche (in francese) e Rood (Red, in olandese). La Gauche fu fondata nel 1956 con lo scopo di unire la sinistra socialista, in un momento in cui la sezione belga della Quarta Internazionale operava clandestinamente all'interno del Partito Socialista (PSB) e del sindacato (FGTB).
Nel 2005, la LCR/SAP partecipa all'iniziativa Une autre gauche.
Nel 2009, un'organizzazione giovanile indipendente in solidarietà politica con la LCR / SAP è stata creata a Bruxelles, Giovani Anticapitalisti (JAC).
Per le elezioni del giugno 2010, la LCR partecipa all'iniziativa del Fronte della Sinistra.
Nel 2014, ha partecipato a una manifestazione elettorale in Vallonia e a Bruxelles, PTB-GO, con il Partito del Lavoro del Belgio, il Partito Comunista e figure indipendenti della sinistra critica. Nelle Fiandre, presenta i propri candidati, difendendo un programma LCR / SAP, sugli elenchi PVDA +. Il PTB-GO ottiene due deputati alla Camera dei rappresentanti e al Parlamento vallone, questi eletti sono tutti membri del PTB, nessun membro del Partito Comunista, né la LCR avrà deputati dato il loro posto nelle liste.
Nel 2015, il PTB afferma di non voler continuare la coalizione PTB-GO.